# De sju dödssynderna och andra efterlämnade dikter
De sju dödssynderna och andra efterlämnade dikter är Karin Boyes sista diktsamling. Den utgavs postumt år 1941 av Hjalmar Gullberg. Samlingen innehåller ett fyrtiotal dikter däribland "Din röst...".